# Färnebo folkhögskola

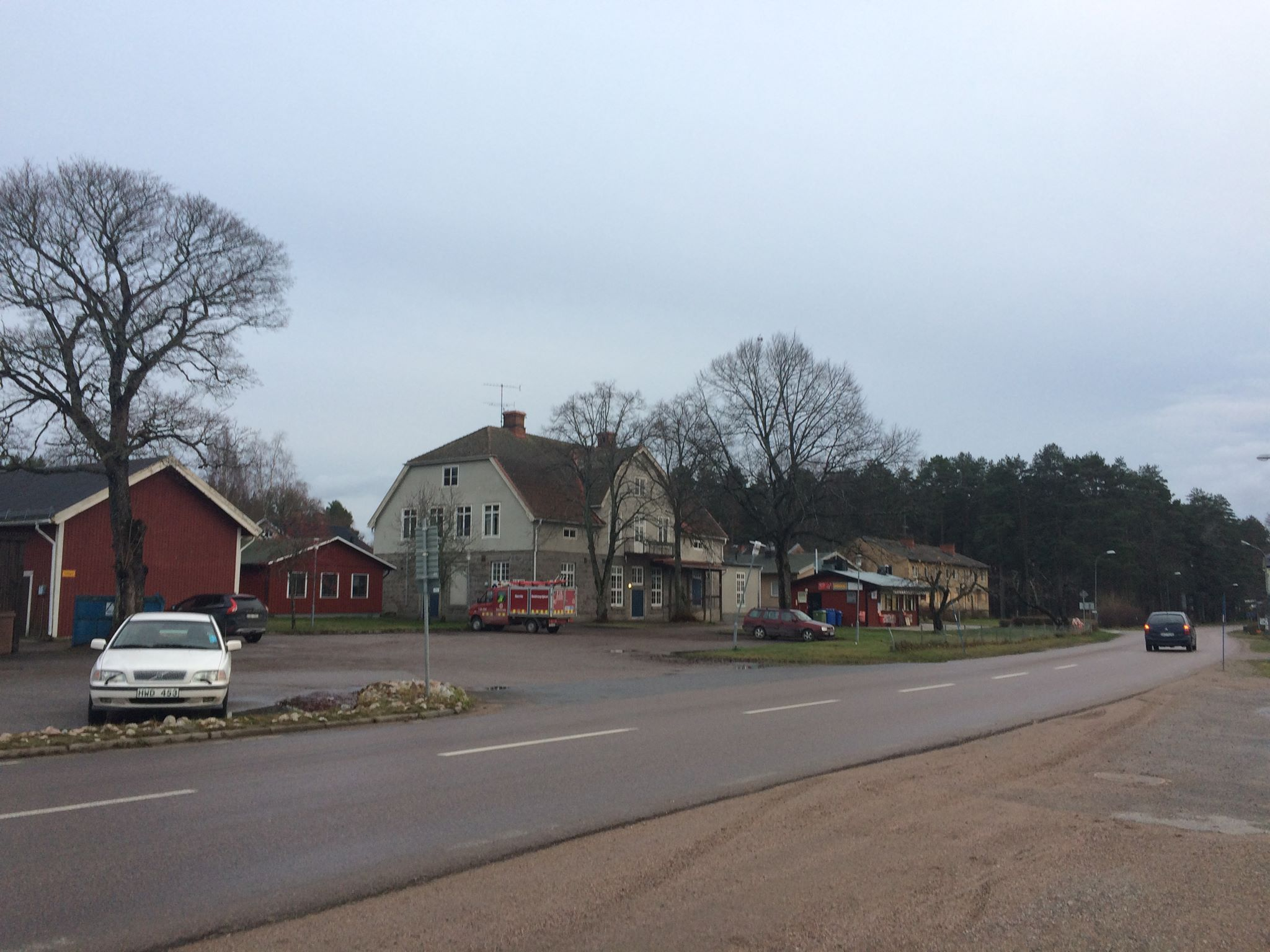
Mejjan och Lasses kiosk i Österfärnebo. Mejjan tillhör Färnebo folkhögskola. Här finns klassrum och internat.

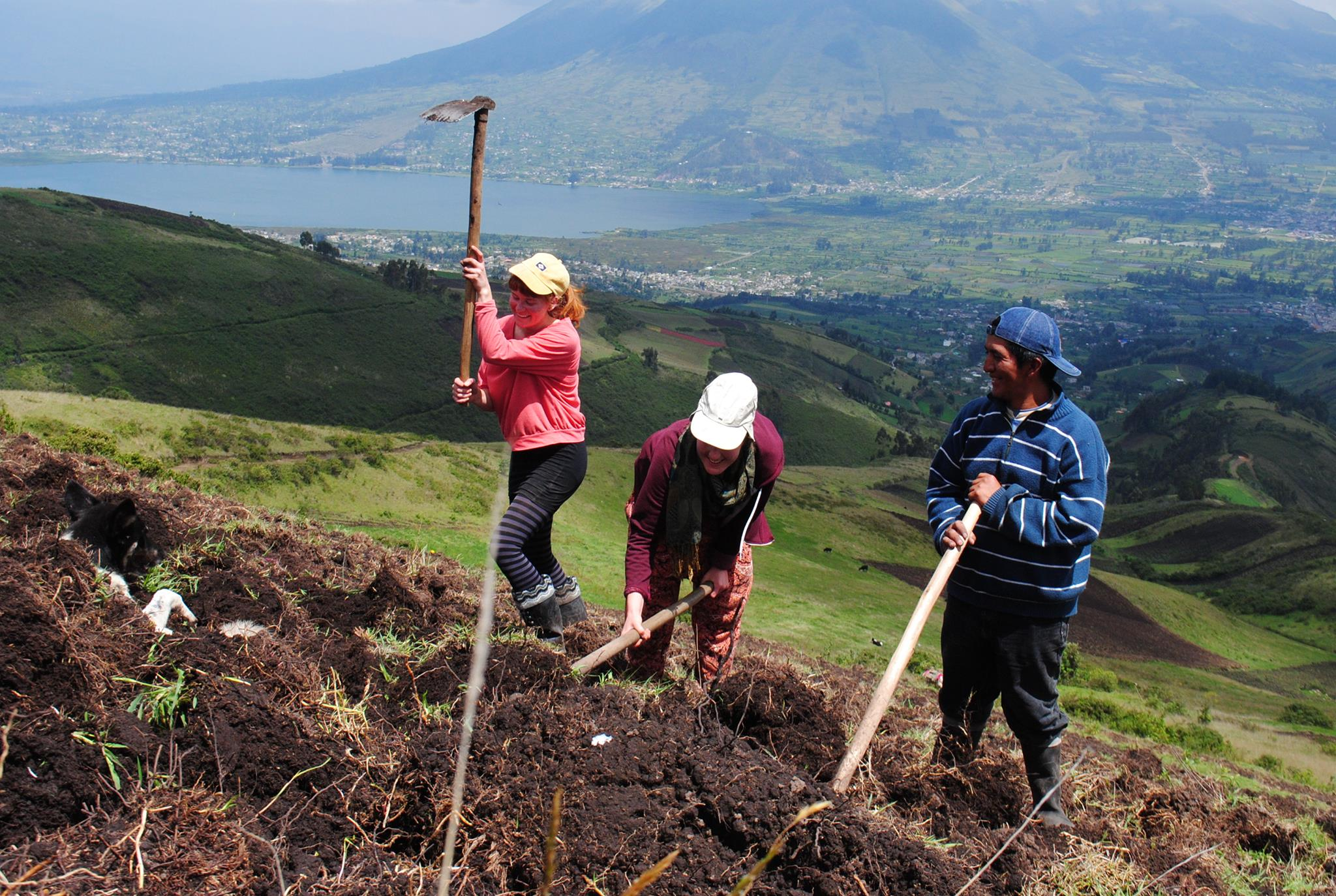
Resande kurser med fokus på aktuella samhällsfrågor har arrangerats på skolan sedan 1970-talet.

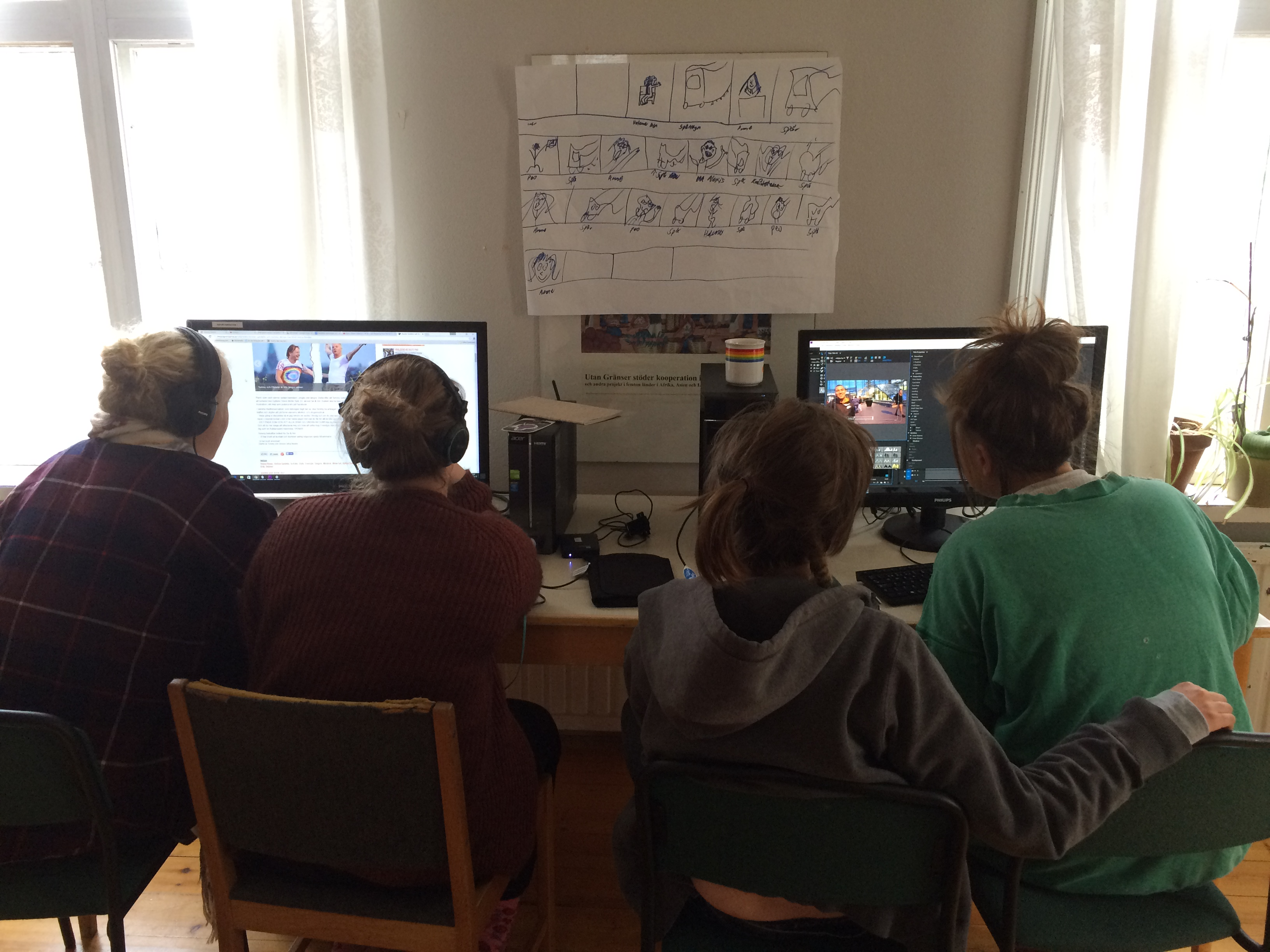
Arbete med reportage är en viktig del på många av Färnebo folkhögskolas resande kurser.

Färnebo folkhögskola är en folkhögskola inom freds-, miljö- och solidaritetsrörelsen, belägen i Österfärnebo i Gästrikland, med filial i Gävle. Bakom skolan står 14 organisationer som tillsammans vill verka för internationell jämlikhet, rättvis fred, hushållning med jordens resurser, demokrati, mänskliga fri- och rättigheter samt jämställdhet mellan könen.
Färnebo folkhögskola blev egen folkhögskola 1991, men kursverksamheten började redan 1977, då som en del av Västerbergs folkhögskola. I drygt trettio år har skolan arrangerat kurser med resor till bland annat Afrika och Latinamerika. På skolan arrangeras många olika sorters kurser, till exempel resande kurser, allmän kurs, etableringskurs och studiemotiverade folkhögskolekurs. Skolan genomför också distanskurser och kortkurser.  
På skolans allmänna kurs i Gävle går det att läsa både på grundskolenivå, motsvarande högstadienivå, samt på gymnasienivå. På allmän kurs kan man läsa in behörighet till högskola och universitet samt yrkeshögskola. På skolan finns tre-fyra grupper som studerar på allmän kurs, sammanlagt mellan 60 och 80 studerande.  
En resandekurs, som genomförs i Österfärnebo, handlar om att dela erfarenheter med och få inblick i andra människors livsvillkor. Målet är också att studerande lär sig om hur människor i olika delar av världen organiserar sig för att förändra samhället. Det handlar med andra ord om att studera demokrati och mänskliga rättigheter i praktiken. I kursen får de studerande även öva på att intervjua och dokumentera, samt producera fotoreportage, radio, artiklar eller film. I kursen övar de studerande också på att jobba med folkbildning till exempel genom workshops, kampanjer, föredrag etc.  
Genom både internationella resandekurser och kurser som genomförs lokalt i Sverige vill skolan väcka intresse och engagemang för rättvisefrågor, men också sprida kunskap om olika möjligheter att påverka och förändra lokalt och globalt. 
På skolans resande kurser bor kursdeltagarna på ett självförvaltat internat.
Studiemotiverade folkhögskolekurs samt Etableringskurs genomförs i Gävle i samverkan med Arbetsförmedlingen.
Personal och studerande på skolan är ofta med i olika initiativ för lokal utveckling, till exempel i arbetet för att stödja nyanlända flyktingar.